# Gran Premio di Germania 1996
l Gran Premio di Germania 1996 si è svolto domenica 28 luglio 1996 sul circuito Hockenheimring ad Hockenheim. La gara è stata vinta da Damon Hill su Williams seguito da Jean Alesi su Benetton e da Jacques Villeneuve su Williams.

## Prima della gara
- La Forti non partecipa alla gara, nonostante i camion del team arrivino al circuito; la squadra, afflitta da problemi economici e di gestione interna, non ha infatti pagato alla Cosworth la fornitura dei motori, che quindi è stata sospesa.
- La Minardi sostituisce Fisichella con il Pay driver Giovanni Lavaggi.

## Qualifiche
La sessione di qualificazione è piuttosto combattuta; Schumacher resta in cima alla classifica dei tempi per gran parte del tempo, ma negli ultimi minuti a disposizione viene sopravanzato prima da Hill, che conquista così la settima pole position stagionale, e poi da Berger. Il pilota tedesco è quindi terzo, seguito da Häkkinen, Alesi, Villeneuve, Coulthard, Irvine e dalle due Jordan di Barrichello e Brundle, che chiudono la top ten. In fondo alla griglia Lavaggi, alla prima gara con la Minardi, rimane fuori dal 107% e non si qualifica per la gara.

### Classifica
| Pos                         | No | Pilota                | Costruttore          | Tempo    | Distacco |
| --------------------------- | -- | --------------------- | -------------------- | -------- | -------- |
| 1                           | 5  | Damon Hill            | Williams - Renault   | 1:43.912 |          |
| 2                           | 4  | Gerhard Berger        | Benetton - Renault   | 1:44.299 | +0.387   |
| 3                           | 1  | Michael Schumacher    | Ferrari              | 1:44.477 | +0.565   |
| 4                           | 7  | Mika Häkkinen         | McLaren - Mercedes   | 1:44.644 | +0.732   |
| 5                           | 3  | Jean Alesi            | Benetton - Renault   | 1:44.670 | +0.758   |
| 6                           | 6  | Jacques Villeneuve    | Williams - Renault   | 1:44.842 | +0.930   |
| 7                           | 8  | David Coulthard       | McLaren - Mercedes   | 1:44.951 | +1.039   |
| 8                           | 2  | Eddie Irvine          | Ferrari              | 1:45.389 | +1.477   |
| 9                           | 11 | Rubens Barrichello    | Jordan - Peugeot     | 1:45.452 | +1.540   |
| 10                          | 12 | Martin Brundle        | Jordan - Peugeot     | 1:45.876 | +1.964   |
| 11                          | 10 | Pedro Diniz           | Ligier - Mugen-Honda | 1:46.575 | +2.663   |
| 12                          | 9  | Olivier Panis         | Ligier - Mugen-Honda | 1:46.746 | +2.834   |
| 13                          | 15 | Heinz-Harald Frentzen | Sauber - Ford        | 1:46.899 | +2.987   |
| 14                          | 14 | Johnny Herbert        | Sauber - Ford        | 1:47.711 | +3.799   |
| 15                          | 19 | Mika Salo             | Tyrrell - Yamaha     | 1:48.139 | +4.227   |
| 16                          | 18 | Ukyo Katayama         | Tyrrell - Yamaha     | 1:48.381 | +4.469   |
| 17                          | 17 | Jos Verstappen        | Footwork - Hart      | 1:48.512 | +4.600   |
| 18                          | 20 | Pedro Lamy            | Minardi - Ford       | 1:49.461 | +5.549   |
| 19                          | 16 | Ricardo Rosset        | Footwork - Hart      | 1:49.551 | +5.639   |
| Tempo limite 107%: 1:51,186 |    |                       |                      |          |          |
| NQ                          | 21 | Giovanni Lavaggi      | Minardi - Ford       | 1:51.357 | +7.445   |

## Gara
Al via Hill scatta male, venendo superato sia da Alesi che da Berger; al termine del primo passaggio l'austriaco conduce la gara davanti al compagno di squadra, Hill, Schumacher, Coulthard, Villeneuve, Irvine e Häkkinen. 
La gara si sviluppa piuttosto linearmente, con i primi tre che guadagnano un buon margine sugli inseguitori, guidati da Schumacher. Damon Hill, partito per effettuare due pit stop, è nettamente più veloce dei due piloti della Benetton, la cui strategia prevede invece una singola sosta, ma non è in grado di sopravanzarli in pista.
Il primo a fermarsi del gruppo di testa è Hakkinen, che tuttavia è costretto al ritiro pochi metro dopo l'uscita dei box. Si fermano poi Irvine e Coulthard, seguiti da Hill e il giro successivo da Schumacher e Villeneuve, che entrano in corsia box assieme. Il pilota tedesco mantiene la posizione, ma viene superato dal canadese nel giro di uscita.
Hill conquista comando della corsa quando i piloti della Benetton effettuano i propri pit stop e spinge al massimo per creare il gap in vista della seconda sosta. Dietro ai tre di testa seguono Coulthard (che deve anche lui rifermarsi), Villeneuve, Schumacher e Irvine. 
A 12 giri dal termine avviene il pit stop per l'inglese, che quando torna in pista si trova davanti ad Alesi, ma ancora alle spalle di Berger di circa 2 secondi. In quarta posizione c'è Villeneuve, davanti a Schumacher e Coulthard (rifermatosi con Hill), mentre Irvine si ritira per problemi al motore. Il pilota austriaco sembra in grado di controllare agevolmente la situazione, nonostante Hill rimonti rapidamente lo svantaggio e si porti alle sue spalle, ma a tre tornate dalla fine il motore della sua Benetton si rompe, costringendolo al ritiro. Hill conquista così la settima vittoria stagionale, davanti ad Alesi, Villeneuve, Schumacher, Coulthard e Barrichello.

### Classifica
| Pos      | N. | Pilota                | Costruttore/Motore   | Giri | Tempo/Ritiro/Media         | Griglia | Punti |
| -------- | -- | --------------------- | -------------------- | ---- | -------------------------- | ------- | ----- |
| 1        | 5  | Damon Hill            | Williams - Renault   | 45   | 1:21'43.417 - 225.410 km/h | 1       | 10    |
| 2        | 3  | Jean Alesi            | Benetton - Renault   | 45   | +11.452                    | 5       | 6     |
| 3        | 6  | Jacques Villeneuve    | Williams - Renault   | 45   | +33.926                    | 6       | 4     |
| 4        | 1  | Michael Schumacher    | Ferrari              | 45   | +41.517                    | 3       | 3     |
| 5        | 8  | David Coulthard       | McLaren - Mercedes   | 45   | +42.196                    | 7       | 2     |
| 6        | 11 | Rubens Barrichello    | Jordan - Peugeot     | 45   | +1'42.099                  | 9       | 1     |
| 7        | 9  | Olivier Panis         | Ligier - Mugen Honda | 45   | +1'43.912                  | 12      |       |
| 8        | 15 | Heinz-Harald Frentzen | Sauber - Ford        | 44   | +1 giro                    | 13      |       |
| 9        | 19 | Mika Salo             | Tyrrell - Yamaha     | 44   | +1 giro                    | 15      |       |
| 10       | 12 | Martin Brundle        | Jordan - Peugeot     | 44   | +1 giro                    | 10      |       |
| 11       | 16 | Ricardo Rosset        | Footwork - Hart      | 44   | +1 giri                    | 19      |       |
| 12       | 20 | Pedro Lamy            | Minardi - Ford       | 43   | +2 giri                    | 18      |       |
| 13       | 4  | Gerhard Berger        | Benetton - Renault   | 43   | Motore                     | 2       |       |
| Ritirato | 2  | Eddie Irvine          | Ferrari              | 34   | Motore                     | 8       |       |
| Ritirato | 14 | Johnny Herbert        | Sauber - Ford        | 25   | Cambio                     | 14      |       |
| Ritirato | 10 | Pedro Diniz           | Ligier - Mugen Honda | 19   | Motore                     | 11      |       |
| Ritirato | 18 | Ukyo Katayama         | Tyrrell - Yamaha     | 19   | Incidente                  | 16      |       |
| Ritirato | 7  | Mika Häkkinen         | McLaren - Mercedes   | 13   | Cambio                     | 4       |       |
| Ritirato | 17 | Jos Verstappen        | Footwork - Hart      | 0    | Collisione con U.Katayama  | 17      |       |
| NQ       | 21 | Giovanni Lavaggi      | Minardi - Ford       |      | Regola del 107%            | /       |       |

## Classifiche

### Piloti
| Pos. | Pilota                | Punti |
| ---- | --------------------- | ----- |
| 1    | Damon Hill            | 73    |
| 2    | Jacques Villeneuve    | 52    |
| 3    | Jean Alesi            | 31    |
| 4    | Michael Schumacher    | 29    |
| 5    | David Coulthard       | 18    |
| 6    | Gerhard Berger        | 16    |
| 6    | Mika Häkkinen         | 16    |
| 8    | Olivier Panis         | 11    |
| 8    | Rubens Barrichello    | 11    |
| 10   | Eddie Irvine          | 9     |
| 11   | Heinz-Harald Frentzen | 6     |
| 12   | Mika Salo             | 5     |
| 13   | Johnny Herbert        | 4     |
| 14   | Martin Brundle        | 3     |
| 15   | Jos Verstappen        | 1     |
| 15   | Pedro Diniz           | 1     |

### Costruttori
| Pos. | Team                 | Punti |
| ---- | -------------------- | ----- |
| 1    | Williams - Renault   | 125   |
| 2    | Benetton - Renault   | 47    |
| 3    | Ferrari              | 38    |
| 4    | McLaren - Mercedes   | 34    |
| 5    | Jordan - Peugeot     | 14    |
| 6    | Ligier - Mugen-Honda | 12    |
| 7    | Sauber - Ford        | 10    |
| 8    | Tyrrell - Yamaha     | 5     |
| 9    | Footwork - Hart      | 1     |

## Fonti
- The Official Formula 1 Website, su formula1.com. URL consultato il 5 agosto 2009.
- GpUpdate.com [collegamento interrotto], su f1.gpupdate.net. URL consultato il 5 agosto 2009.
- Grandprix.com. URL consultato il 5 agosto 2009.